# Kanton Conliège
Der Kanton Conliège war bis 2015 ein französischer Wahlkreis im Département Jura und in der damaligen Region Franche-Comté. Er umfasste 17 Gemeinden im Arrondissement Lons-le-Saunier; sein Hauptort (frz.: chef-lieu) war Conliège. Die landesweiten Änderungen in der Zusammensetzung der Kantone brachten im März 2015 seine Auflösung.

## Gemeinden
- Blye
- Briod
- Châtillon
- Conliège
- Courbette
- Crançot
- Mirebel
- Montaigu
- Nogna
- Pannessières
- Perrigny
- Poids-de-Fiole
- Publy
- Revigny
- Saint-Maur
- Verges
- Vevy